# دون سوتون
دون سوتون (بالإنجليزية: Don Sutton)‏ هو لاعب كرة قاعدة أمريكي، ولد في 2 أبريل 1945 في كليو في الولايات المتحدة.

## وصلات خارجية
- دون سوتون على موقع دوري كرة القاعدة الرئيسي (الإنجليزية)
- دون سوتون على موقعبيزبول رفرنس.كوم (الدوري الرئيسي) (الإنجليزية)
- دون سوتون على موقعبيزبول رفرنس.كوم (الدوري الثانوي) (الإنجليزية)
- دون سوتون على موقع إي إس بي إن.كوم (أم.أل.بي) (الإنجليزية)
- دون سوتون على موقع مشجعي الرسوم البيانية (الإنجليزية)
- دون سوتون على موقع قاعة مشاهير كرة القاعدة (الإنجليزية)
- دون سوتون على موقع قاعة فلوريدا للمشاهير الرياضية (الإنجليزية)
- دون سوتون على موقع إن إن دي بي (الإنجليزية)